# 奇斯托耶湖 (韃靼斯坦共和國)
55°35′40.07″N 49°6′51.85″E / 55.5944639°N 49.1144028°E
奇斯托耶湖（俄语：Чистое），是俄羅斯的湖泊，位於該國西部韃靼斯坦共和國，由萊舍沃區負責管轄，長0.82公里、寬0.22公里，面積7.77公頃，平均水深4米。